# Châu Sơn, Sông Công
Châu Sơn là một phường thuộc thành phố Sông Công, tỉnh Thái Nguyên, Việt Nam.

## Địa lý
Phường Châu Sơn nằm ở trung tâm thành phố Sông Công, có vị trí địa lý:
- Phía đông giáp phường Bách Quang
- Phía tây giáp thành phố Phổ Yên
- Phía nam giáp các phường Mỏ Chè, Thắng Lợi và thành phố Phổ Yên
- Phía bắc giáp xã Bá Xuyên và xã Bình Sơn.

Phường Châu Sơn có diện tích 10,90 km², dân số năm 2022 là 5.884 người, mật độ dân số đạt 539 người/km².

## Lịch sử
Địa bàn phường Châu Sơn trước đây vốn là phường Lương Châu và xã Vinh Sơn thuộc thành phố Sông Công.
Trước năm 1975, địa bàn phường Lương Châu là xã Thành Công thuộc huyện Đồng Hỷ.
Năm 1976, địa bàn phường Lương Châu là xóm Bá Xuyên thuộc xã Bá Xuyên, huyện Đồng Hỷ.
Ngày 11 tháng 4 năm 1985, Hội đồng Bộ trưởng ban hành Quyết định số 113-HĐBT về việc thành lập phường Lương Châu trên cơ sở tách một phần diện tích và dân số của xã Bá Xuyên.
Ngày 10 tháng 4 năm 1999, Chính phủ ban hành Nghị định số 18/1999/NĐ-CP về việc thành lập xã Vinh Sơn trên cơ sở điều chỉnh 410 ha diện tích tự nhiên và 904 nhân khẩu của xã Bá Xuyên (gồm xóm Sơn Tía); 382 ha diện tích tự nhiên và 1.119 nhân khẩu của xã Cải Đan (gồm 2 xóm: Đồng Cam, Thu Quang).
Xã Vinh Sơn có 792 ha diện tích tự nhiên và 2.023 nhân khẩu.
Trước khi sáp nhập, phường Lương Châu có diện tích 2,37 km², dân số là 2.904 người, mật độ dân số đạt 1.225 người/km². Xã Vinh Sơn có diện tích 8,29 km², dân số là 2.724 người, mật độ dân số đạt 329 người/km².
Ngày 21 tháng 11 năm 2019, Ủy ban Thường vụ Quốc hội ban hành Nghị quyết 814/NQ-UBTVQH14 về việc sắp xếp các đơn vị hành chính cấp xã thuộc tỉnh Thái Nguyên (nghị quyết có hiệu lực từ ngày 1 tháng 1 năm 2020) về việc thành lập phường Châu Sơn trên cơ sở nhập toàn bộ 2,37 km² diện tích tự nhiên, 2.904 người của phường Lương Châu và toàn bộ 8,29 km² diện tích tự nhiên, 2.724 người của xã Vinh Sơn.
Sau khi thành lập, phường Châu Sơn có 10,66 km² diện tích tự nhiên và dân số 5.628 người.